# 小笹椋
小笹 椋（こざさ りょう、1996年11月4日 - ）は、日本の陸上競技選手。専門は長距離走。埼玉県三芳町出身。埼玉栄高等学校、東洋大学経済学部出身。小森コーポレーション所属。

## 来歴・人物
全国高校駅伝には3年連続出場。全て3区を任され、3年時には区間6位の走りを見せた。都道府県対抗駅伝でも5区区間2位の好走を見せる。
東洋大学に進学後、同学年の山本修二と共に1年時から頭角を表す。第92回箱根駅伝では4区を担当するも区間6位に終わり、チームも総合2位。2年時の第48回全日本大学駅伝では4区区間9位と振るわず、第93回箱根駅伝では7区区間7位。3年時の第49回全日本大学駅伝では7区区間8位、第94回箱根駅伝では10区で区間賞を獲得する快走を見せるも、チームは総合2位に終わった。
4年時には主将に就任し、副将の山本と共に王座奪還を目指した。第30回出雲駅伝では4区区間4位。第49回全日本大学駅伝では5区を務め区間3位のタイムで5人抜きの快走を見せたが、チームは3位に終わる。第95回箱根駅伝では7区に起用される。トップでタスキを受けると序盤は後続との差を広げるが、中盤以降は区間記録ペースで追い上げて来た東海大・阪口竜平に差を縮められる。最終的には区間3位の走りで4秒差で逃げ切ったものの、チームは8区で東海大に逆転を許し総合3位に終わった。
小森コーポレーション入社3年目の第61回東日本実業団対抗駅伝で実業団駅伝初出場。しかし4区区間17位に終わり、チームも全日本実業団駅伝出場を逃した。

## 戦績
- 2011年8月 第38回全日本中学校陸上競技選手権大会 3000m予選第2組8位 8分54秒56(決勝進出ならず)
- 2012年12月 全国高等学校駅伝競走大会  24分53秒 3区区間23位
- 2013年12月 全国高等学校駅伝競走大会  25分04秒 3区区間21位
- 2014年12月 全国高等学校駅伝競走大会  23分56秒 3区区間6位
- 2015年  1月 全国都道府県対抗駅伝  24分46秒 5区区間2位

| 年   | 大会                                 | 種目               | 順位 | 記録         | 備考 |
| ---- | ------------------------------------ | ------------------ | ---- | ------------ | ---- |
| 2018 | 第97回関東学生陸上競技対校選手権大会 | ハーフマラソン決勝 | 34位 | 1時間8分49秒 |      |
| 2018 | 関東学生網走夏季挑戦競技会           | 10000m             | 4位  | 29分13秒81   |      |
| 2018 | 第43蔵王坊平クロスカントリー大会     | シニアA男子8000m   | 1位  | 25分55秒     |      |

### 大学駅伝戦績
| 学年               | 出雲駅伝                     | 全日本大学駅伝               | 箱根駅伝                         |
| ------------------ | ---------------------------- | ---------------------------- | -------------------------------- |
| 1年生 （2015年度） | 第27回 － － － （出場なし） | 第47回 － － － （出場なし） | 第92回 4区-区間6位 56分10秒      |
| 2年生 （2016年度） | 第28回 － － － （出場なし） | 第48回 4区-区間9位 42分03秒  | 第93回 7区-区間7位 1時間05分16秒 |
| 3年生 （2017年度） | 第29回 － － － （出場なし） | 第49回 7区-区間8位 35分32秒  | 第94回 10区-区間賞 1時間11分09秒 |
| 4年生 （2018年度） | 第30回 4区-区間4位 18分09秒  | 第50回 5区-区間3位 36分27秒  | 第95回 7区-区間3位 1時間03分45秒 |

## 自己ベスト
- 5000m : 13分58秒22（2020年 東海大学記録会）
- 10000m : 29分01秒06（2018年 日本体育大学記録会）
- ハーフマラソン : 1時間02分19秒（2020年 全日本実業団ハーフマラソン）